# Ioptera aristogona
Ioptera aristogona är en fjärilsart som beskrevs av Edward Meyrick 1884. Ioptera aristogona ingår i släktet Ioptera och familjen praktmalar, Oecophoridae. Inga underarter finns listade i Catalogue of Life.